# قونقا باشی
قونقا باشی، میدانی در تبریز و در ضلع جنوب غربی باغ گلستان است . این میدان در ابتدای خیابانی واقع شده که منتهی به ایستگاه راه آهن می‌شود. این میدان مبداء حرکت تراموا یا قونقا بود.

## پیشینه

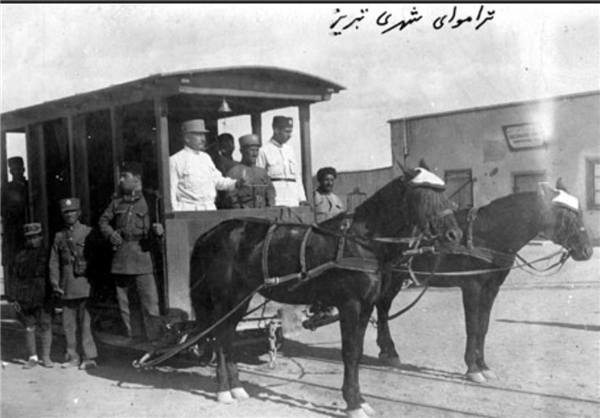
قونقا یا تراموا در تبریز.

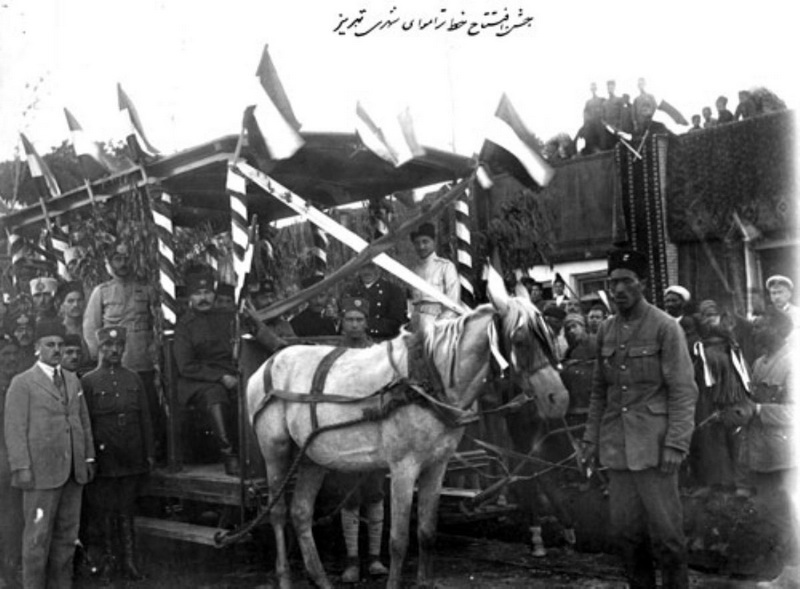
جشن افتتاحیهٔ نخستین خط تراموای ایران در تبریز (معروف به قونقا) در سال ۱۲۸۰ خورشیدی.

شرکتی روسی، عملیات ساخت راه‌آهن تبریز - جلفا را در سال ۱۹۱۴ میلادی آغاز نمود. در سال ۱۹۱۳ نقشه‌برداری راه آهن مزبور انجام شده، در سال ۱۹۱۴ به تصویب وزارت راه روسیه رسید و دو ماه مانده به آغاز جنگ اول جهانی، اولین اقدام فنی آن شروع شد تا اینکه آئین گشایش راه‌آهن آذربایجان با تشریفات خاصی در تاریخ ۶ ماه مه ۱۹۱۶ با حضور محمدحسن میرزا ولیعهد ایران و سرتیپ یانوسکوتیچ، نماینده سپاه روس و همین‌طور کنسول‌های خارجی مقیم تبریز انجام شد.
شرکت راه‌آهن جلفا (دولت روسیه) مصمم بود، ایستگاه تبریز (واغزال) را در نزدیکی شهر در کنار گورستان سابق گجیل یا باغ گلستان امروزی احداث نماید؛ ولی چون مسیر راه‌آهن بایستی به طول سه کیلومتر از زمین‌های حاصلخیز عبور می‌کرد و خرید باغات و تاکستان‌ها و خانه‌های واقع در مسیر خطیب، لاله و شام غازان از طرف شرکت، گران تمام می‌شد و از طرفی مردم نیز حاضر به فروش و واگذاری باغات و اراضی خود به شرکت راه‌آهن نشدند، از این رو شرکت مزبور از کشیدن راه‌آهن به داخل تبریز صرفنظر کرده و ایستگاه دیگری در خارج شهر و در غرب آن به فاصله ۴٬۵ کیلومتری شهر احداث کرده و خیابان جدیدی را از شهر به ایستگاه راه‌آهن (واغزال) احداٹ نمود. این شرکت برای انتقال مسافران از شهر به ایستگاه راه‌آهن و برعکس، تراموا یا قطار شهری که نیروی محرکه آن اسب‌ها بوده و «قونقا» نامیده می‌شد، ایجاد کرد.
هر روز به هنگام حرکت قطار تبریز-جلفا و ورود آن به شهر، مسافران و کارکنان راه‌آهن با قونقا که دارای اتاق‌های چوبی بوده و چهار یا دو اسب آن را به حرکت در می‌آوردند، جابجا می‌شدند. این خط قطار یا تراموای شهری، تا سال ۱۳۱۸ خورشیدی دایر بوده سپس برچیده شد و اکنون مبدأ این قطار شهری یا قونقا را میدان «قونقا باشی» می‌گویند.